# Sex des Nombrieux
Sex des Nombrieux är en bergstopp i Schweiz. Den ligger i distriktet Aigle och kantonen Vaud, i den sydvästra delen av landet, 70 km sydväst om huvudstaden Bern. Toppen på Sex des Nombrieux är 1 804 meter över havet.